# 1984년 하계 올림픽 역도
제23회 하계 올림픽 역도 경기는 1984년 7월 29일부터 8월 8일까지 미국 로스앤젤레스에서 열렸다. 10체급에 걸쳐 진행되었으며 남자 경기가 치러졌다.